# Јута Ридигер
Др Јута Рудигер (14. јун 1910 – 13. март 2001) била је немачки психолог и шефица женске омладинске организације Нацистичке партије, Лиге немачких девојака, од 1937. до 1945. године.

## Рана каријера
Рођена у Берлину, али одрасла у Диселдорфу, где је њен отац био инжењер, Рудигер је била школована за психолога. Док је била студент у Вирцбургу 1920-их, постала је убеђени нациста и придружила се Националсоцијалистичкој немачкој студентској лиги . Од 1933. била је асистент психолога на Институту за истраживање рада у Диселдорфу. Такође је постала активна у руководству БДМ-а, који је покренут 1930. као помоћник девојчица Хитлерјугенду само за мушкарце ., али која је брзо расла након што су нацисти дошли на власт у јануару 1933. Године 1935. постала је вођа БДМ у региону Рур-Доња Рајна. У новембру 1937. постала је вођа БДМ-а, када се придружила Нацистичкој партији, наследивши Труд Мор, која је напустила положај у вези са њеним браком, како је захтевала нацистичка политика.

## Каријера у Рајху
Као вођа БДМ, Рудигер је имала титулу Рајх заменик БДМ-а. То је значило да је њена позиција била подређена општем вођи нацистичке омладине, Балдуру фон Шираху (и његовом наследнику од 1940, Артуру Аксману ). Ово је било у складу са нацистичком политиком да жене и њихове организације морају увек бити подређене мушком руководству. Ширах је био ревносан у спречавању да БДМ постане аутономна, или да дође под контролу нацистичке организације жена, чију је вођу Гертруд Шолц-Клинк сматрао ривалом.
Чланство у БДМ постало је обавезно за девојчице између 10 и 18 година 1936. године, а закон је ојачан 1939. године, али чланство никада није било тако универзално као што је чланство у Хитлерјугенду било за дечаке. Основна сврха Хитлерјугенда била је обучавање дечака за пријем у оружане снаге, а нацистичка идеологија није предвиђала да жене носе оружје. Судбина БДМ девојака под нацистичком државом била је да постану жене и мајке нацистичким мушкарцима, рађајући много деце како би повећале снагу аријевске расе.

Према Рудигер, вођи Лиге немачких девојака 1937:
"Задатак наше Лиге девојака је да наше девојке васпитава као бакљаде национал-социјалистичког света. Потребне су нам девојке које су у хармонији између тела, душе и духа. И потребне су нам девојке које кроз здрава тела и уравнотежен ум оличавају лепоту божанског стварања. Желимо да васпитамо девојчице које верују у Немачку и нашег лидера и које ће та уверења пренети на своју будућу децу.
До 1941. године, међутим, у Немачкој је постојао акутни недостатак радне снаге јер су мушкарци регрутовани и послани на фронт, а девојке из БДМ-а су све више биле присиљаване на обавезну радну службу, обично или на фармама или у фабрикама муниције, са девојкама из виших или средњих школа. -класне породице које се баве канцеларијским пословима. Рудигер је дошка да председава вишемилионском женском радном снагом, усмеравајући их пошто су економска министарства захтевала додатну радну снагу.
Од 1943. надаље, БДМ је такође снабдевао хиљаде девојака за рад у противавионским батеријама које су чувале немачке градове. Тиме би нацистички систем омогућио младим женама да дођу у борбену службу. Девојке од 13 година су управљале ракетним батеријама и обарале савезничке авионе. Многи су погинули када су њихове батерије погођене бомбама или ватром из митраљеза савезничких бораца. Последњих дана рата, неке БДМ девојке су се бориле заједно са дечацима Хитлерјугенда против инвазијских савезничких армија, али то никада није званично одобрио режим, а Рудигер је после рата негирала да је она то одобрила.

## Хапшење и каснији живот
Рудигер су ухапсиле америчке снаге 1945. и провела је у притвору две и по године. Рудигер није оптужена ни за једно конкретно кривично дело и никада није изведена пред суд. Након пуштања на слободу, наставила је каријеру као педијатријски психолог у Диселдорфу. Према недавном историчару, она је остала „нереконструисани нациста”. У интервјуу из 2000. године рекла је: „Националсоцијализам се не може поновити. Могу се преузети само вредности које смо заступали: другарство, спремност да подржавамо једни друге, храброст, самодисциплина и не мање важно част и лојалност. ово, свака млада особа мора сама пронаћи свој пут“. Од 1940. до 1991. живела је у лезбејској вези са својом сарадницом Хеди Бемер. Умрла је 2001. године у Бад Рајхенхал, Баварска.

## Публикације
- Rüdiger, Jutta (1984). Der Bund Deutscher Mädel: eine Richtigstellung. Lindhorst: Askania. ISBN 3-921730-14-7.
- Abridged electronic version
- Der Bund Deutscher Mädel in Dokumenten: Materialsammlung zur Richtigstellung; Hrsg.: Arbeitsgemeinschaft für Jugendforschung GBR, Lindhorst. Zsgest. von Jutta Rüdiger. Lindhorst: Askania  3-921730-15-5